# Magia homeopatyczna
Magia homeopatyczna (naśladowcza, imitacyjna) – w ujęciu Jamesa Frazera to typ myślenia magicznego oraz praktyk magicznych polegających na przekonaniu, że podobne działanie wywołać powinno podobny efekt (podobne powoduje podobne). Jest gałęzią magii sympatycznej, czyli fałszywego systemu praw przyrody.
Częstym przykładem magii naśladowczej jest tworzenie podobizn innych ludzi, aby poprzez ich okaleczenie czy niszczenie móc okaleczać lub niszczyć wrogów. Może być to też działanie, w zamyśle pozytywne dla innych, gdy czarownik poprzez wykonywanie pewnych czynności (zamiast osoby chorej) stara się ją uleczyć. W renesansowym kanibalimie medycznym nagminnie spożywano mumie w celach pseudo-leczniczych, gdyż „podobne leczy podobne”, czyli należy zjeść zmieloną czaszkę na bóle głowy, albo pijać świeżą krew na choroby krwi.
Dla wspomożenia działania magii czarownicy wykorzystują także pewne fizyczne elementy, będące niegdyś związane z daną osobą czy istotą, co opisywane jest przez Frazera jako magia przenośna.